# Jiella
Jiella är en musikgrupp från Utsjoki, Finland. Den grundades 1999, när de dök upp offentligt. Det var på den tiden "Niilo ja nieiddat" (Niilo och hans dotter). Gruppen består av sångaren Eeva-Liisa och Jenna Rasmus och deras fader Niilo Rasmus, som gör sångtexterna.

## Diskografi

### Gosnu
Utgivningsdatum i december 2002
1. Sámi Álbmot (Samiska)
2. Jaskat
3. Olát Ánde
4. Gollejohka
5. Gosnu
6. Váimmu Ganjal
7. Luonddu Giella
8. Láhpon Áigi
9. Čáppa Niehku
10. Mánáš

### Eallinbálgát
Utgivningsdatum i 8 juni 2006
1. Amma ealát fámolaččat
2. Gufihtar
3. Beaivváža modji
4. Fuolkevuohta
5. Muittut
6. Bábergumppet
7. Nuorra eallin
8. Dovddatgo ruonas hája
9. Otná beaivi
10. Olát
11. Eallinbálgát
12. Čakčamodji